# Oculicosa supermirabilis
Oculicosa supermirabilis is een spinnensoort in de taxonomische indeling van de wolfspinnen (Lycosidae).
Het dier behoort tot het geslacht Oculicosa. De wetenschappelijke naam van de soort werd voor het eerst geldig gepubliceerd in 1993 door Alexander A. Zyuzin.